# Jean Laigret
Jean Laigret, né le 17 août 1893 à Blois et mort le 11 mars 1966 à Molineuf, est un médecin et biologiste français.

## Biographie
Après des études de médecine comme élève de l'École de Médecine et de Pharmacie de Tours puis de  l'École principale du service de Santé de la Marine à Bordeaux, il sert durant la Première Guerre mondiale de 1914 à 1918 dans l'infanterie, le Génie et les tirailleurs sénégalais. Blessé en 1915, il reçoit la Croix de guerre.
Il soutient, à Bordeaux, en 1919, sa thèse de doctorat en médecine sur Contribution à la prophylaxie de la syphilis et, après avoir été médecin de l'Hôpital Indigène du Moyen-Congo, à Brazzaville de 1921 à 1923, il suit le cours de microbiologie de l'Institut Pasteur dans le groupe d'élèves dirigé par J. Dumas et devient l'adjoint de M. Blanchard, directeur de l'Institut Pasteur de Brazzaville. Il travaille sur le traitement des trypanosomiases en testant le 270 F (orsanine) et le 309 F (suramine) mis au point par Ernest Fourneau.
En 1924, il est élu membre correspondant de la Société de pathologie exotique (SPE) et en deviendra membre titulaire honoraire en 1934. Il revient en France en 1926, sera nommé chef de laboratoire à l'Institut Pasteur de Saïgon, où il reste seulement quelques mois en 1927 avant d'être envoyé en mission à Dakar, où sévit une épidémie de fièvre jaune, pour assurer l'hygiène de la ville. Il y est bientôt rejoint par A.W. Sellards, venu avec des macaques rhésus sur lesquels A. Stockes, chef de mission de la Fondation Rockefeller, aurait réussi à reproduire la fièvre jaune, avant d'en décéder. A. W. Sellards et J. Laigret parviennent à isoler une souche de fièvre jaune qu'ils baptisent « souche française ».
Après un séjour en France, il revient en Afrique comme médecin du Service d'hygiène de Dakar en 1928. Il assure également le secrétariat de la Conférence africaine de la fièvre Jaune, présidée par le médecin général inspecteur Lasnet et devient en 1929 directeur du laboratoire de Bamako au Mali. Rentré en France, il est nommé en 1930 moniteur du cours de microbiologie de l'Institut Pasteur puis en 1932 chef de laboratoire de l'Institut Pasteur de Tunis. Charles Nicolle lui confie la mise au point d'un vaccin antityphique humain, à partir du virus typhique murin qui, bien que bénin pour l'homme, garde une action immunisante contre le typhus transmis par les poux.
De 1931 à 1934, il travaille sur l'atténuation de la souche de virus amaril par passage sur des cerveaux de souris, technique mise au point par A.W. Sellards et Max Theiler. Après une cinquantaine de passages, le virus se révèle non pathogène pour le singe. Une fois la souche stabilisée par dessiccation au phosphate de soude, il effectue les premiers essais de vaccination sur lui-même, puis sur 70 autres personnes, afin de démontrer que le sang des vaccinés a acquis une immunité.
Il repart en mission à Dakar en 1934, alors que l'épidémie de fièvre jaune se réveille en AOF. Il installe un centre de production de vaccin antiamaril, puis applique à grande échelle le vaccin sur la population. Malgré un certain nombre de réactions fébriles bénignes, la vaccination est un succès. Alors qu'il est chargé de conférences à la chaire d'hygiène, puis à la chaire de bactériologie, à la Faculté de médecine de Paris de 1935 à 1937, il est lauréat du prix Bréant de l'Académie des sciences pour son vaccin antiamaril le 21 décembre 1936 et fait partie avec les Drs Lasnet et Wroczinski de la mission envoyée en Espagne par l'Organisation d'hygiène de la SDN, en vue d'étudier les moyens de prévention des maladies infectieuses dans la population civile.
Après avoir été de nouveau collaborateur du Dr Lasnet pour une mission de la SDN chargée de l'étude de la prophylaxie des maladies épidémiques en Chine, au Kouang-Si et Kouang Toung en 1937 et 1938, en 1940 il applique sa méthode de vaccination contre le typhus en Tunisie et en Algérie.
Il est révoqué par le gouvernement de Vichy en 1941. Il est chargé de cours à la Faculté de médecine d'Alger en remplacement du professeur E. Pinoy. Travaille parallèlement sur la fabrication d'hydrocarbures à partir de bactéries anaérobies du sol, de type Clostridium perfringens. Il est élu correspondant pour la division d'hygiène de l'Académie nationale de Médecine le 3 mars 1942. Volontaire pour reprendre du service à Alger lors du débarquement allié, il est nommé directeur du laboratoire central de l'Armée en Afrique du nord, réintégré à l'Institut Pasteur de Tunis en 1945 et nommé professeur de bactériologie et d'hygiène à la faculté de médecine de Strasbourg de 1950 à 1960.
Il muert à Molineuf dans le Loir-et-Cher le 11 mars 1966.

## Travaux sur lepétrole
Après avoir multiplié les expérimentations, Jean Laigret a pu constater que : 1 g de savon = 3 cm3 de gas-oil », soit 100 g de savon donnaient 75 cm3 de pétrole grâce à l'action du bacille Clostridium perfringens. Selon les matières, les résultats varient un peu, une tonne d'huile fermentée donne 800 litres de pétrole brut et 200 m3 de gaz combustible, 1 tonne de déchets de viande donne 450 litres de pétrole et 140 m3 de gaz combustible, les déchets de poisson fournissent 70 % de leur poids en pétrole, les écorces d'orange et de citron 37 %, et les feuilles mortes 25 %. Les boues d'épuration (environ 185 litres de pétrole brut par tonne) peuvent également être transformées, auxquelles pourraient s'ajouter les ordures ménagères, les déchets d'abattoirs, sang et animaux malades, plus des algues (l'iode favorisant la fermentation, déjà utilisées pour en faire de l'algocarburant) et les broussailles, servant également à la prévention des feux de forêt.

## Publications
- Publications en collaboration avec : Ch. Anderson, Mme Auburtin, J. Belfort, M. Blanchard, E. Bonneau, G. Capéran, J. Ceccaldi, J. Dervish, M. Dignat, P. Durand, C. Durieux, P. Giroud, J. Jadin, Jojot, H. Le Boucher, J. Lefaucheur, Lefrou, Marcandier, C. Mathis, Nattan-Larrier, Ch. Nicolle, Ouzilleau, R. Pietrini, R. Pirot, G. Saleun, A. W. Sellards, M. Sicard, H. Sparrow, A. Tchernenko.
- Le Pétrole inépuisable écologique et bon marché.
- « La Petite Histoire de la découverte de la vaccination contre la fièvre jaune », La Presse médicale, 5 novembre 1966. Reproduit dans Médecine Tropicale », vol. 65, 2005, pp. 290-292[4]

## Titres et travaux
- Titres et travaux scientifiques du Dr J. Laigret, chef de laboratoire à l'Institut Pasteur de Tunis, 1936, Archives de l'Institut Pasteur.
- Curriculum vitæ de M. Laigret et les références bibliographiques de ses publications, février 1942, Archives de l'Institut Pasteur.
- Titres et travaux Scientifiques, 15 p. dac. ronéo., 1947, Archives Pasteur, TRE.DS.57.
- Titres et travaux Scientifiques, 1959, bibliothèque de l'Académie nationale de médecine.

## Revue de presse

### Sur la fièvre jaune
- « Une découverte que les Français ne voulaient pas… découvrir », Le Nouveau Cri, 8 septembre 1934.
- « La Lutte contre la fièvre jaune », Courrier du Centre, 12 septembre 1934.
- (en) « Mouse Brains v. Yellow Fever », Time, 15 octobre 1934.
- « Quelques Minutes avec le vainqueur de la fièvre jaune », La Dépêche tunisienne, 1er mai 1935.
- « À propos de la vaccination contre la fièvre jaune, M. le Docteur J. Laigret déclare… », Presse coloniale, 19 février 1936.
- « Le Prix Nobel de médecine au microbiologiste sud-africain Max Theiller pour ses travaux sur la fièvre jaune », Le Monde, 20 octobre 1951.
- « Mort à Molineuf d'un savant : Le Docteur Jean Laigret », La Nouvelle République, 17 mars 1966.
- « Demain après-midi aura lieu l'inauguration de l'avenue Jean Laigret », La Nouvelle République, 28 juin 1967.
- « La Cérémonie d'hommage à la mémoire du docteur Jean Laigret », La Nouvelle République, 3 juillet 1967.

### Sur le pétrole
- « Le docteur Jean Laigret découvre l'origine du pétrole : Le microbe A 5029 provoquant la fermentation d'acides gras produit du pétrole », Alger Républicain, 28 aout 1947.
- « Dans son laboratoire de l'Institut Pasteur de Tunis, un savant français fabrique du pétrole avec de l'huile d'olive », France Soir, 28 aout 1947.
- « Le Docteur Jean Laigret, de Tunis : L'Homme qui fabrique du pétrole : 1 g de savon = 3 cm3 de gas-oil », La Dépêche de Constantine et de l'Est algérien, 29 aout 1947.
- « L'huile d'arachide, la mousse et le varech serviront demain à fabriquer l'essence », Carrefour, 3 septembre 1947.
- « Reportage express : La Tunisie fabriquera-t-elle demain les carburants nécessaires à sa motoculture ? », La Tunisie agricole, samedi 13 septembre 1947.
- « Le professeur Jean Laigret, créateur du « pétrole de laboratoire », nous parle de sa découverte », La République du Centre, 26 septembre 1947.
- « Mieux que les gisements naturels de Tunisie : Le docteur Laigret, de Tunis, fabrique du pétrole avec n'importe quel déchet », France Soir, 29 avril 1949.
- « Une interview du Dr Laigret qui trouve du pétrole dans les égouts et l'écorce d'orange : Le pétrole de fermentation reviendra moins cher que le pétrole naturel », France Soir, 2 mai 1949.
- « Le docteur Laigret termine à l'Institut Pasteur ses recherches sur la production du pétrole par fermentations de matières organiques », La Dépêche tunisienne, samedi 30 avril 1949.
- « Découvert à Tunis par un biologiste français, le pétrole de fermentation peut être produit partout », Science et Vie, no 382, juillet 1949, pp. 3-8.
- Henri Durrenbach, dans L’Ère nouvelle, no 182, janvier-février 2008 (réédition d'un article publié en 1991).